# هيدرالازين
هيدرالازين (Hydralazine) هو عقار له تأثير مباشر في إرخاء العضلات الملساء، ويستخدم من أجل علاج فرط ضغط الدم من خلال التأثير كموسّع وعائي بشكل رئيسي في الشرايين والشرينات.
يؤدي إرخاء العضلات الملساء الوعائية إلى التقليل من المقاومة المحيطية، وبالتالي يخفف من ضغط الدم ومن الحمولة التلوية afterload.
تجدر الإشارة إلى أن تأثير الهيدرالازين المرخي والمخفض لضغط الدم هو تأثير قليل الأمد، إذ أنه سرعان ما يعود ضغط الدم إلى قيمه السابقة من أجل المحافظة على الضغط اللازم في الكليتين اللازم من أجل بيلة الصوديوم. إن الأثر طويل الأمد للعقاقير المخفضة لفرط ضغط الدم يعود إلى تأثيرها على منحنى ضغط بيلة الصوديوم.
يصنف الدواء ضمن فصيلة مركبات هيدرازينوفثالازين، وهو ضمن قائمة منظمة الصحة العالمية للأدوية الأساسية.